# Numericable
Numericable was een telecommunicatiebedrijf dat actief was in Frankrijk, België en Luxemburg en telefonie-, televisie- en internetdiensten aanbood via de kabel.

## Diensten
De aangeboden telecommunicatiediensten via glasvezelkabel zijn:
- televisie (zowel analoog als digitaal);
- telefonie (vast);
- internet (breedband).

## Frankrijk
In april 2014 werd bekend dat Vivendi zijn Franse dochterbedrijf SFR gaat verkopen aan kabelbedrijf Altice. Altice wil de mobiele telefoondiensten van SFR samenvoegen met zijn Franse kabeldochter Numericable. SFR telt ongeveer 9.000 werknemers. In november 2014 werd de transactie afgerond en het bedrijf gaat verder als Numericable-SFR. Na de overname telt Numericable-SFR zo'n 11.800 werknemers die gezamenlijk een omzet realiseren van ongeveer 11,5 miljard euro. De aandeelhouders van Numericable-SFR zijn Altice, met 60% van de aandelen, 20% is in handen van Vivendi en de rest staat op de beurs genoteerd. In mei 2015 nam Altice van Vivendi het belang van 20% in Numericable-SFR over. Altice bood 40 euro per aandeel en de transactie had een totale waarde van 3,9 miljard euro. De helft van het Vivendi belang werd gekocht door Numericable-SFR via een inkoop van eigen aandelen en de rest nam Altice over waarmee het aandelenbelang steeg naar 70,4%.

## België en Luxemburg
Numéricable BeLux, waar het vroegere Coditel van uitmaakt, is in België actief in een aantal gemeenten in het Brussels Hoofdstedelijk Gewest (Anderlecht, Brussel, Sint-Jans-Molenbeek, Sint-Joost-ten-Node, Laken, Haren, Neder-over-Heembeek en Watermaal-Bosvoorde) en in het Vlaams Gewest enkel in de gemeenten Wemmel en Drogenbos. De Belgische hoofdzetel is gevestigd in Brussel.
Sinds 2013 is het ook de operator van het AIESH netwerk in de Laars van Henegouwen. Een concessie die nog tientallen jaren doorloopt.
In Luxemburg heeft het bedrijf voornamelijk kabelnetwerken in het zuiden van het land.
De organisatie is in afgelopen jaren veel malen van eigenaren veranderd.
- In 2003 kocht Altice One SAS het bedrijf Coditel voor 82 miljoen euro.[3]
- Altice One ging in november 2005 op in Numericable, welke voor 70% eigendom was van Cinven en 30% van Altice Three.[4]
- Op 13 mei 2011 werd bekend dat Numericable BeLux voor 350 miljoen euro verkocht zou worden aan Deficom Telecom (60%) en APAX (40%). Altice was grootaandeelhouder in Deficom.[5]
- In november 2013 verkocht Apax haar aandeel in Numericable BeLux aan Altice.[6]
- Op 1 juli 2015 werd het kabelnet van Wolu TV overgenomen en werd dit kabelnet onderdeel van Numericable BeLux.[7]

Numericable België en Numericable Luxemburg gingen eind 2015 respectievelijk februari 2016 verder onder de merknaam SFR. Op 22 december 2016 werd bekend dat SFR BeLux wordt overgenomen door Telenet voor 400 miljoen euro.

## Eigendom
Numericable was eigendom van Ypso Holding, een Franse telecommunicatiefirma opgericht door het Britse Cinven (35 %), het Amerikaanse The Carlyle Group (35 %) en het Luxemburgse Altice (30 %). Het werd in 2008 aangekocht. En is inmiddels volledig eigendom van Altice.